# Ogallala (Nebraska)
Ogallala es una ciudad ubicada en el condado de Keith en el estado estadounidense de Nebraska. En el Censo de 2010 tenía una población de 4737 habitantes y una densidad poblacional de 364,48 personas por km².

## Geografía
Ogallala se encuentra ubicada en las coordenadas 41°7′47″N 101°43′14″O / 41.12972, -101.72056. Según la Oficina del Censo de los Estados Unidos, Ogallala tiene una superficie total de 13 km², de la cual 12.84 km² corresponden a tierra firme y (1.22%) 0.16 km² es agua.

## Demografía
Según el censo de 2010, había 4737 personas residiendo en Ogallala. La densidad de población era de 364,48 hab./km². De los 4737 habitantes, Ogallala estaba compuesto por el 94.62% blancos, el 0.21% eran afroamericanos, el 0.63% eran amerindios, el 0.38% eran asiáticos, el 0% eran isleños del Pacífico, el 2.15% eran de otras razas y el 2.01% pertenecían a dos o más razas. Del total de la población el 7.52% eran hispanos o latinos de cualquier raza.